# Красная звезда (портал)
«Красная звезда» — российский музыкальный веб-портал. Основанный в 2011 году, сайт составлял рейтинги популярности русскоязычных исполнителей, публикуя соответствующие чарты, в рамках которых собирается информация о легальных продажах песен и альбомов, отчеты о ротациях музыкальных треков на радио и ТВ, индивидуальные рейтинги экспертов и обычных слушателей.
По состоянию на 2022 год портал закрыт.

## История
Идея разработки портала принадлежала продюсеру и президенту группы компаний «Красный квадрат» Ларисе Синельщиковой. Официальный сайт проекта был запущен в 2011 году, в ноябре того же года на его основе была запущена одноимённая телевизионная передача, первый выпуск которой вышел 29 ноября в эфире Первого канала. Основной идеей создания портала и телепрограммы было желание «создать первый в России объективный и независимый рейтинг популярности отечественной музыки».

## Чарты
Рейтинги популярности на портале составлялись по отдельным трекам различных исполнителей. Существовал «Сводный национальный чарт», который аккумулировал общую информацию о популярности той или иной песни в других чартах портала. Каждой композиции присваивался определённый балл по каждому из представленных чартов, которые складывались; суммарное количество баллов определяло положение трека в «Сводном чарте». Помимо главного чарта, портал составлял следующие рейтинги:
- «Радиочарт»

Партнёрами в составлении чарта является российский портал Tophit и компания TNS Россия. Чарт основан на радиоротации (количество эфиров умноженное на количество аудитории радиостанций) треков российских исполнителей в эфире 57 радиостанций семнадцати крупных городов России.
- «Видеочарт»

Видеочарт формируется за счет суммирования данных о ротации музыкальных клипов на телеканалах, помноженых на коэффициент (рейтинг) соответствующего телеканала. Формируется при содействии TNS Россия.
- «Чарт продаж»

Рейтинг формируется на основе данных о продажах треков (в цифровом формате и в составе альбомов) российских исполнителей. Информацию для чарта предоставляет российский музыкальный журнал Billboard Russia, который проводит исследование музыкального рынка каждый месяц.
- «Экспертный чарт»

Экспертный чарт формируется за счет суммирования данных, которые предоставляют эксперты в результате ежемесячного голосования. В нём принимают участие музыкальные журналисты, критики, программные директора радиостанций. На данный момент в состав экспертов входят такие известные музыкальные журналисты и критики, как:
- Алексей Мажаев
- Борис Барабанов
- Александр Горбачёв
- Андрей Бухарин
- Гуру Кен
- Артур Гаспарян

- «Народный чарт»

Составляется на основе интернет-голосования и стриминга песен на сервисах Яндекс.Музыка и MUZ.RU.

## Телепередача
На основе «Сводного национального чарта» на Первом канале выходит ежемесячное музыкальное шоу. Программа создаётся по формату британского шоу Top of the Pops.
В студии, кроме представления музыкальных номеров, проходит разговор звезд шоу-бизнеса и представителей музыкальной индустрии в целом о современной отечественной музыке. Особенностью шоу являются выступления исполнителей без фонограммы. Булат Латыпов из «Афиши» писал, что этот факт сразу вызвал упрёки к качеству исполнения и звуку в студии.

## Оценка деятельности
Обозреватель газеты «Коммерсантъ», Борис Барабанов писал, что идея проекта была достаточно банальной, но вызывала положительные эмоции энтузиазмом создателей. Журналист отмечал, что первоначально проект действительно помогал представить публике молодых перспективных музыкантов (Иван Дорн, Женя Любич), но позже стал работать на уже популярных исполнителей из «обоймы „Русского радио“». «Портал redstarmusic.ru — место, где лидеры определяются сразу в пяти списках популярности. Это чарт радиотрансляций песен, чарт телеэфиров, чарт продаж CD и цифровых треков, экспертный чарт, суммирующий предпочтения журналистов, продюсеров и профильных медиаменеджеров, и, наконец, народный чарт, в котором учитываются данные голосования на сайте и количество прослушиваний песен на популярных музыкальных сервисах. Обобщив все эти данные, получают сводный национальный чарт, и получается довольно похоже на реальную картину популярности», — писал Барабанов. Редактор раздела музыки «Русского репортёра», Наталья Зайцева называла проект амбициозным, но критиковала такие чарты, как «Народный» и «Экспертный», называя их «мутными»: «Отсюда и пестрая картина: вместе с Димой Биланом в хит-парад попала начинающая инди-группа из Екатеринбурга „Обе две“ и юная рэп-звезда интернета Даша Суворова. Михайлов, Ваенга и Лепс в хит-парад не попали. Выживет ли передача — посмотрим», — иронизировала критик.